# Trichospira verticillata
Trichospira
Cet article concerne le genre de plantes Trichospira Kunth, 1818. Pour le genre de protistes Trichospira Roux, 1899, voir Trichospira.
Genre
Espèce
Trichospira verticillata, unique représentant du genre Trichospira, est une espèce de plantes à fleurs herbacées de la famille des Asteraceae (syn. Compositae), originaire d'Amérique centrale et du Sud.

## Description

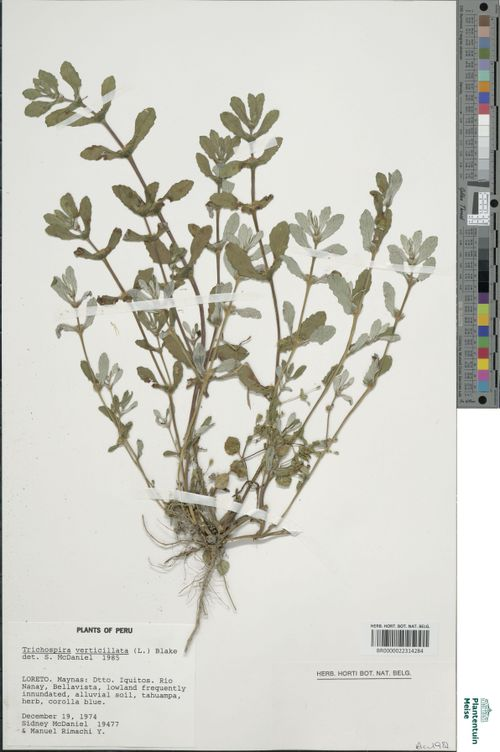
Spécimen d'herbier collecté au Pérou.

Ce sont des herbacées annuelles ou pérennes, mesurant jusqu'à 30 cm, scandées, parfois enracinées aux nœuds inférieurs. Les ramifications sont peu striées, tomenteuses à glabres. Les feuilles sont opposées au niveau des inflorescences, alternes en dessous, oblongues, obovales à spatulées, mesurant 1 à 4 (5) cm de long et 0,5 à 2 cm de large. Elles ont l'extrémité arrondie, la base cunéiforme, les marges irrégulièrement crénelées ou dentées ; elles sont glabres à peu tomenteuses sur la face supérieure, grises-tomenteuses avec des trichomes arachnoïdes sur la face inférieure, sessiles ou portées par des pétioles indéfinis, formés de la partie étroite du limbe foliaire ; des auricules basales sont souvent présentes.
Les inflorescences sont des capitules axillaires, disposées en une paire de capitules sessiles à chaque nœud ; elles sont discoïdes, avec environ dix fleurons ; les involucres sont campanulés, mesurant 4 à 5 mm de long et de large ; les phyllaires, au nombre de deux à cinq, sont oblongs, hyalins, souvent viscido-glandulaires près de l'apex ; les réceptacles sont minuscules, pâles ; les corolles, longues d'environ 2 mm, sont bleues à violacées, le tube et le limbe étant subégaux. Les anthères, au nombre de quatre, ont des appendices arrondis courts ; les styles mesurent environ 2 mm de long, ont l'apex poilu et présentent un nectaire proéminent. Les fruits sont des achènes plats présentant deux ou trois nervures par face. Ils sont longs de 3 à 5 mm, anguleux, les nervures et les angles étroitement ciliés et possèdent deux pappus à bords divergents, fort, mesurant 1,5 à 2,5 mm de long, et plusieurs crêtes minuscules sur chaque face. La floraison et la fructification ont lieu entre avril et juin.

## Habitat et répartition
C'est une espèce néotropicale : son aire de répartition comprend le sud du Mexique, l'Amérique centrale, les Caraïbes et la moitié nord de l'Amérique du Sud,. Elle est commune, poussant dans les marais et les savanes de pins, jusqu'à 700 m d'altitude.
Son signalement en Guyane française s'est fait uniquement sur la base du type de Trichospira prieurei DC., 1836 (l'un des synonymes), provenant en réalité d'Amapá (rives de la Uaçá). Sa présence y est cependant très probable.

## Systématique
L'espèce a été formellement décrite pour la première fois en 1753 par le naturaliste suédois Carl von Linné, dans son ouvrage fondateur Species Plantarum, dans le genre Bidens sous le basionyme Bidens verticillata. Le botaniste américain Sidney Fay Blake l'a déplacée en 1915 dans le genre Trichospira sous son nom correct Trichospira verticillata.
Le genre Trichospira a été décrit en 1818 par l'allemand Karl Sigismund Kunth pour l'espèce type Trichospira menthoides. D'autres espèces ont été décrites dans ce genre, T. biarista, T. biaristata, T. prieurei, T. pulegium, toutes placées en synonymes de Trichospira verticillata.
Trichospira verticillata a pour synonymes :
- Bidens verticillata L.
- Rolandra reptans Willd. ex Less.
- Rolandra septans Willd. ex Less.
- Salmea verticillata (L.) Druce
- Trichospira biarista Less.
- Trichospira biaristata DC.
- Trichospira biaristata Less.
- Trichospira menthoides Kunth
- Trichospira prieurei DC.
- Trichospira pulegium Mart. ex DC.